# کوفا (داغستان)
کوفا (به لاتین: Kufa) یک منطقهٔ مسکونی در روسیه است که در داغستان واقع شده‌است.